# Vilar Chão (Vieira do Minho)
Vilar Chão is een plaats (freguesia) in de Portugese gemeente Vieira do Minho en telt 291 inwoners (2001).